# Aprostocetus grahami
Aprostocetus grahami is een vliesvleugelig insect uit de familie Eulophidae. De wetenschappelijke naam is voor het eerst geldig gepubliceerd in 2002 door Kostjukov & Tuzlikova.